# شوکت محمدوا
شوکت محمدوا با نام کامل شوکت حسن قیزی محمدوا (به ترکی آذربایجانی: Şövkət Həsən qızı Məmmədova) (زاده ۱۸ آوریل ۱۸۹۱ در تفلیس — درگذشت ۸ ژوئن ۱۹۸۱ در باکو)یک خواننده اپرا و مدرس موسیقی آذربایجانی بود. وی نخستین خواننده زن اپرای جمهوری آذربایجان می‌باشد.

## شرح حال
شوکت محمدوا از خانواده‌ای آذربایجانی در تفلیس پایتخت کنونی گرجستان به سال 1891 زاده شد. پدرش در ۶ سالگی متوجه استعداد هنری وی شد و از سال ۱۹۱۰ سعی در آموزش شوکت در آکادمی‌های موسیقی به صورت علمی داشت. تا جایی که با کمک مالی نیکوکار آذربایجانی زین‌العابدین تقی‌اف جهت تحصیل اولیه تفلیس را در سال ۱۹۱۱ به مقصد میلان و آکادمی موسیقی میلان ترک کرد. بعد از یک سال به دلایل نامعلومی حمایتی از وی نشد و شوکت محمدوا مجبور به بازگشت به تفلیس شد. اندکی بعد در سن ۱۵ سالگی وارد تئاتر تقی‌اف باکو شد و اجرایی با عزیر حاجی‌بیگف و همسر حاجی‌بیگف داشت. به دنبال آموزش در باکو، راهی آکادمی ملی موسیقی چایکوفسکی شد. درآنجا با رینولد گریئر آهنگساز روسی همکاری داشت. وقتی گریئر علاقه شوکت محمدوا به موسیقی آذربایجانی را مشاهده کرد، شوکت را با خودش به قره‌باغ برده وی را با تعدادی از نوازندگان موسیقی مقامی آنجا آشنا کرد. بعدها رینولد گریئر در سال ۱۹۳۴ میلادی، آهنگ معروف "شاخ سنم" خود را براساس تجربیات خود به شوکت محمدوا تقدیم کرد.
شوکت محمدوا در سال ۱۹۱۵، در حالی که مشغول تحصیل در کنسرواتوار کیف بود، به ازدواج یعقوب لوبارسکی یک مهندس ، که او را در میلان سه سال پیش ملاقات کرده بود، درآمد. در آن موقع محمدوا در حدود سال‌های ۱۹۲۱ بدین طرف خواننده مشهور اپرا شناخته می‌شد و تورهای موسیقی را در شهرهای سن پترزبورگ، تفلیس، تبریز، مسکو، پاریس و میلان به اجرا درآورد.

## حرفه
شوکت محمدوا از سال ۱۹۲۳ شروع به نوشتن و انتشار نُت‌های موسیقی کرد، سپس تحصیلات خود را در دانشگاه دولتی فرهنگ و هنر آذربایجان که دانشگاهی در زمینه آموزش موسیقی، هنرهای تجمسی، تئاتر و سایر رشته‌های زیرشاخه هنر در باکو می‌باشد، ادامه داد. سپس تحصیلات پایانی خود را بین سال‌های ۳۰-۱۹۲۷ در میلان به اتمام رسانید و بعدها رهبر گروه آواز آکادمی موسیقی باکو شد. جایی وی تا پایان عمرش مشغول آموزش هنر موسیقی به جوانان بود.